# 茲魯布 (羅加京區)
49°15′12″N 24°23′56″E / 49.25333°N 24.39889°E
茲魯布（烏克蘭語：Зруб），是烏克蘭西部的村莊，隸屬伊萬諾-弗蘭科夫斯克州的伊萬諾-弗蘭科夫斯克區。該村面積2.63平方公里，2001年人口50，人口密度每平方公里19人。